# Gleadovia mupinense
Gleadovia mupinense är en snyltrotsväxtart som beskrevs av Hu Hsien-Hsu. Gleadovia mupinense ingår i släktet Gleadovia och familjen snyltrotsväxter. Inga underarter finns listade i Catalogue of Life.